# Swizz Beatz
Swizz Beatz (artiestennaam van Kasseem Dean; New York, 13 september 1978) is een Amerikaans rapper, diskjockey, en muziekproducent. Hij verkreeg op zijn 17e bekendheid in de hiphop-wereld dankzij zijn vriend DMX. Hij heeft een eigen platenlabel; Full Surface Records.

## Biografie

### Jonge jaren
Kasseem Dean werd geboren in New York. Hij zag zijn vader, die als postbode werkte, maar zelden, daar zijn ouders gescheiden waren. Hij werd opgevoed in The Bronx door zijn moeder. Hier maakte hij kennis met hiphop en het vak van discojockey.
Omdat hij vaak betrokken raakte bij gevechten op zijn school, de Harry S. Truman High School, verhuisde Dean naar Atlanta. Hier ging hij voor zijn ooms, Joaquin en Darrin Dean werken, die mede-eigenaar waren van het platenlabel Ruff Ryders.

### Carrière
Op zijn 16e begon Dean samen met zijn ooms zijn eerste platen te produceren. Op zijn 17e maakte hij voor DMX de hit "Ruff Ryders' Anthem". Op zijn 23e richtte Dean zijn eigen platenlabel op, Full Surface Records, in samenwerking met Clive Davis van J Records. Cassidy was de eerste artiest die met Dean in zee ging. In 2002 kreeg Dean bekendheid dankzij zijn album Swizz Beatz Presents G.H.E.T.T.O. Stories.
Onder de naam Swizz Beatz ging Dean muziek produceren voor artiesten van platenlabels als Elektra Records, Atlantic Records, Epic Records, Def Jam Recordings, en Bad Boy Entertainment. Hij werkte onder ander voor DMX ("Party Up (Up in Here)"), Beyoncé ("Check on It", "Ring the Alarm"), T.I. ("Bring 'Em Out"), Styles P ("Good Times"), Cassidy ("Hotel", "I'm a Hustla"), Busta Rhymes ("Touch It") en vele anderen. In 2003 begon hij zijn eigen platenlabel uit te breiden. Onder andere Big Tigger, Keith Sweat, Bounty Killer en Yung Wun toonden interesse om met hem samen te werken, maar alleen Yung Wun tekende daadwerkelijk een contract bij Full Surface Records.
In augustus 2007 bracht Swizz Beatz zijn tweede solo-album, en tevens eerste album als artiest, uit; One Man Band Man uit. Van het album werden in de eerste week 45000 exemplaren verkocht. In 2009 produceerde hij nog een groot aantal singles als "Nasty Girl" van Ludacris. Datzelfde jaar maakte hij een promotienummer voor Hennessy Black, getiteld "When I Step In The Club".
Inmiddels werkt Swizz Beatz aan zijn derde album, wat Haute Living zal gaan heten.

### Persoonlijk leven
In 2004 trouwde Swizz Beatz met R&B-zangeres Mashonda Tifrere. De twee hebben samen twee kinderen; Prince Nasir Dean (2000) en Kassem Dean Jr. (2007). In april 2008 maakten de twee bekend in scheiding te liggen.. Swizz ontkent dat Alicia Keys iets met de scheiding te maken zou hebben. Op 7 mei 2010 was de scheiding een feit.
In mei 2008 kreeg Swizz Beatz samen met de Britse zangeres Jahna Sebastian een dochter genaamd Nicole. In mei 2010 maakte Swizz Beatz bekend een relatie te hebben met Alicia Keys, en dat ze zwanger zou zijn van zijn vierde kind. Ze trouwden op 31 juli 2010. Samen hebben ze twee zonen, geboren in 2010 en 2014.
Swizz Beatz is een verzamelaar van schilderijen, en schildert in zijn vrije tijd ook geregeld. Hij doneert het geld dat hij aan zijn eigen schilderijen verdient aan de Children's Cancer & Blood Foundation.

## Discografie

### Albums
| Album met eventuele hitnotering(en) in de Nederlandse Album Top 100 | Datum van verschijnen | Datum van binnenkomst | Hoogste positie | Aantal weken | Opmerkingen   |
| ------------------------------------------------------------------- | --------------------- | --------------------- | --------------- | ------------ | ------------- |
| Swizz Beatz presents G.H.E.T.T.O. stories                           | 10-12-2002            | -                     |                 |              | Verzamelalbum |
| One man band man                                                    | 17-08-2007            | -                     |                 |              |               |
| Haute living                                                        | 2011                  | -                     |                 |              |               |

### Singles
| Single met eventuele hitnotering(en) in de Nederlandse Top 40 | Datum van verschijnen | Datum van binnenkomst | Hoogste positie | Aantal weken | Opmerkingen                                               |
| ------------------------------------------------------------- | --------------------- | --------------------- | --------------- | ------------ | --------------------------------------------------------- |
| I can transform ya                                            | 16-11-2009            | 21-11-2009            | tip11           | -            | met Chris Brown & Lil Wayne / Nr. 57 in de Single Top 100 |
| Famous                                                        | 2016                  | 23-04-2016            | tip13*          |              | met Kanye West & Rihanna / Nr. 55 in de Single Top 100    |

| Single met hitnotering(en) in de Vlaamse Ultratop 50 | Datum van verschijnen | Datum van binnenkomst | Hoogste positie | Aantal weken | Opmerkingen                 |
| ---------------------------------------------------- | --------------------- | --------------------- | --------------- | ------------ | --------------------------- |
| I can transform ya                                   | 2009                  | 12-12-2009            | tip5            | -            | met Chris Brown & Lil Wayne |
| Ass on the floor                                     | 04-04-2011            | 24-04-2011            | tip26           | -            | met Diddy-Dirty Money       |

## Prijzen
In 2009 won Swizz Beatz een Urban Music Award voor beste producer.